# Jason Jones (basket-ball)
Pour les articles homonymes, voir Jones et Jason Jones.
Jason Jones, né le 6 mai 1986 à Avignon, est un basketteur franco-américain évoluant au poste d'ailier fort.

## Biographie

### Enfance et formation
Jason Jones naît d'un père américain et d'une mère française. À 3 ans, l'enfant tape déjà dans la balle orange. Zackery Jones, son père, effectue une partie de sa carrière en France, en Pro A notamment à Avignon, où Jason naît. Le garçon et sa famille voyagent au gré des équipes de Zackery, Rennes, la Rochelle ou encore Cahors.
Jason rejoint le pôle espoirs de Colomiers (Haute-Garonne), en première année minimes. Mais cela est un échec et l'adolescent songe à arrêter le basket. Sur les conseils de son papa, il retrouve la motivation et s'engage avec Penne-d'Agenais (Lot-et-Garonne). À seulement quinze ans, il évolue avec les seniors, en régionale. L'année suivante, il signe à Boudy-de-Beauregard, équipe qui est montée en N3. Zackery Jones, encore joueur, entraîne également le groupe et place son fils d'1,97 m au poste de meneur. Il teste progressivement tous les postes.
À 17 ans, Jason Jones rejoint les États-Unis et intègre une high school (lycée) puis l'université. Jouant en NCAA 2 avec les établissements de Drury (en) puis Northeastern, le jeune homme rentre en France avec un diplôme de commerce international, cinq années en championnat universitaire et son poste trouvé, celui d'ailier fort.

### Carrières professionnelle (depuis 2010)
Après une formation effectuée aux États-Unis, Jason Jones rejoint Saint-Quentin et son entraîneur Sébastien Lambert en Nationale 1 2010-2011 (3e division française). Il obtient des statistiques de 5,71 pts, 2,67 rebonds, 5,57 d'évaluation en 16m29s de moyenne. Des statistiques qui séduisent l'AS Monaco, alors en Nationale 2 (4e division), mais désireux de retrouver rapidement les sommets du basket français.
Jones prend part à l'aventure du club monégasque avec notamment un exercice 2012-2013 de Nationale 1 réussi. Le joueur de 29 ans fait admirer son adresse et la qualité de son tir à distance avec 51,28 % de réussite aux tirs et 43,24 % de réussite à trois points pour 7,5 pts et 8,67 d'évaluation en 16m44s en moyenne. La saison 2013-2014 est moins réussie individuellement avec des statistiques en baisse (4,13 pts, 2,3 rebonds, 3,39 d'évaluation en 13m47s), mais collectivement accomplie avec un titre de champion de France de N1 à la clé et la montée en Pro B qui l'accompagne.
En septembre 2015, sans contrat, Jones s'engage avec l'ADA Blois (N1) jusqu'en décembre pour pallier l’indisponibilité de Julien Bestron. En fin de saison, le club blésois obtient la montée en Pro B.
En juin 2016, il rejoint alors le Vendée Challans (N2) pour l'exercice 2016-2017,.
À l'été 2017, Jones signe un contrat de deux ans avec l'UB Chartres Métropole, fort de ses deux montées en Pro B, l'objectif du club chartrain. Il retrouve Sébastien Lambert, et le meneur Olivier Romain, rencontré à Saint-Quentin et Monaco. Après les promotions en 2014 et 2016, l’intérieur franco-américain marque 27 points et 7 rebonds pour 34 d’évaluation en demi-finale aller des play-off de N1 contre Boulogne-sur-Mer (94-86). Plus tard, son équipe remporte les play-offs et obtient la montée en deuxième division, la troisième de sa carrière pour Jones.

## Style de jeu
Intérieur puissant, Jason Jones possède un bon tir extérieur et des mouvements près du cercle efficaces. C’est aussi un joueur précieux en défense pour son impact physique.
« C'est un poste 4 bagarreur, qui aime jouer au large pour laisser la place aux véritables intérieurs dans la raquette. Il a une bonne adresse également à 3 points » », confie Milan Vasić, manageur général de Chartres, en juin 2017.

## Statistiques
| Saison    | Club             | Division | Matchs | 2 pts          | 3 pts          | LF               | TT pts |
| --------- | ---------------- | -------- | ------ | -------------- | -------------- | ---------------- | ------ |
| 2010-2011 | Saint-Quentin BB | N1       | 23     | 26/60 (43,3 %) | 18/53 (34 %)   | 19/21 (90,5 %)   | 125    |
| 2011-2012 | AS Monaco        | N2       |        |                |                |                  |        |
| 2012-2013 | AS Monaco        | N1       | 29     | 48/82 (58,5 %) | 31/71 (43,7 %) | 33/42 (78,6 %)   | 222    |
| 2013-2014 | AS Monaco        | N1       | 23     | 9/36 (25 %)    | 21/75 (28 %)   | 14/20 (70 %)     | 95     |
| 2014-2015 |                  |          |        |                |                |                  |        |
| 2015-2016 | ADA Blois        | N1       | 27     | 43/91 (47,3 %) | 23/88 (26,1 %) | 32/49 (65,3 %)   | 187    |
| 2016-2017 | Vendée Challans  | N2       | 29     | 37/84 (44 %)   | 39/120 (33 %)  | 60/81 (74 %)     | 251    |
| 2017-2018 | UB Chartres      | N1       | 37     | 95/173 (55 %)  | 30/114 (26 %)  | 77/102 (75 %)    | 357    |
| 2018-2019 | C' Chartres      | Pro B    |        |                |                |                  |        |
| Total     | Total            | Total    | 168    | 258/526 (49 %) | 162/521 (31 %) | 235/315 (74,6 %) | 1 237  |

## Palmarès
Jones connaît cinq montées dans sa carrière : 2011 en N1, 2014 en Pro B, 2015 en Pro A avec Monaco, 2016 en Pro B avec Blois et 2018 en Pro B avec Chartres.